# Magneuptychia pallema
Espèce
Magneuptychia pallema est une espèce d'insectes lépidoptères (papillons) de la famille des Nymphalidae, de la sous-famille des Satyrinae et du genre Magneuptychia.

## Dénomination
Magneuptychia pallema a été décrit par William Schaus en 1902 sous le nom initial de Euptychia pallema.

### Nom vernaculaire
Magneuptychia pallema se nomme en Pallema Satyr en anglais.

## Description
Magneuptychia pallema présente un revers beige avec deux rayures cuivrées et une ligne submarginale d'ocelles cerclés de jaune, discrets à l'aile antérieures, plus gros à l'aile postérieure avec ceux proches de l'apex et de l'angle anal noirs doublement pupillés.

## Écologie et distribution
Magneuptychia pallema est présent au Brésil et au Pérou,.

### Protection
Pas de statut de protection particulier.